# Тернопільське лісове господарство
ДП «Тернопільське лісове господарство» — структурний підрозділ Тернопільського обласного управління лісового та мисливського господарства, підприємство з вирощування лісу, декоративного садивного матеріалу, виготовлення пиломатеріалів.
Офіс (контора) знаходиться в місті Тернополі.
Підприємство розташоване на площі 26015 га в центральній частині Тернопільської області на території 6 адміністративних районів: Збаразького, Зборівського, Підволочиського, Теребовлянського, Тернопільського і частково Чортківського.

## Історія
ДП «Тернопільський лісгосп» організований в 1939 році на базі націоналізованих приватних і монастирських лісів.
У 1961 році на основі наказу Головного управління лісового господарства і лісозаготівель при Кабінеті Міністрів УРСР від 1 вересня 1960 року № 265 Тернопільський лісгосп реорганізований в лісгоспзаг.
У 1991 році Тернопільський лісгоспзаг реорганізований в держлісгосп за наказом Міністерства лісового господарства України від 31 жовтня 1991 р. № 133 «Про організаційну структуру управління лісовим господарством України» на основі постанови Кабінету Міністрів України від 18 вересня 1991 р. за № 13579/28.

## Лісництва
Нині об'єднує 8 лісництв:
- Буданівське лісництво
- Залозецьке лісництво
- Збаразьке лісництво
- Микулинецьке лісництво
- Мшанецьке лісництво
- Скалатське лісництво
- Теребовлянське лісництво
- Тернопільське лісництво

## Керівники
- Орест Борисович Ходинь — нині

## Об'єкти природно-заповідного фонду
На території господарства знаходиться десятки об'єктів природно-заповідного фонду.